# Lage Zwaluwe

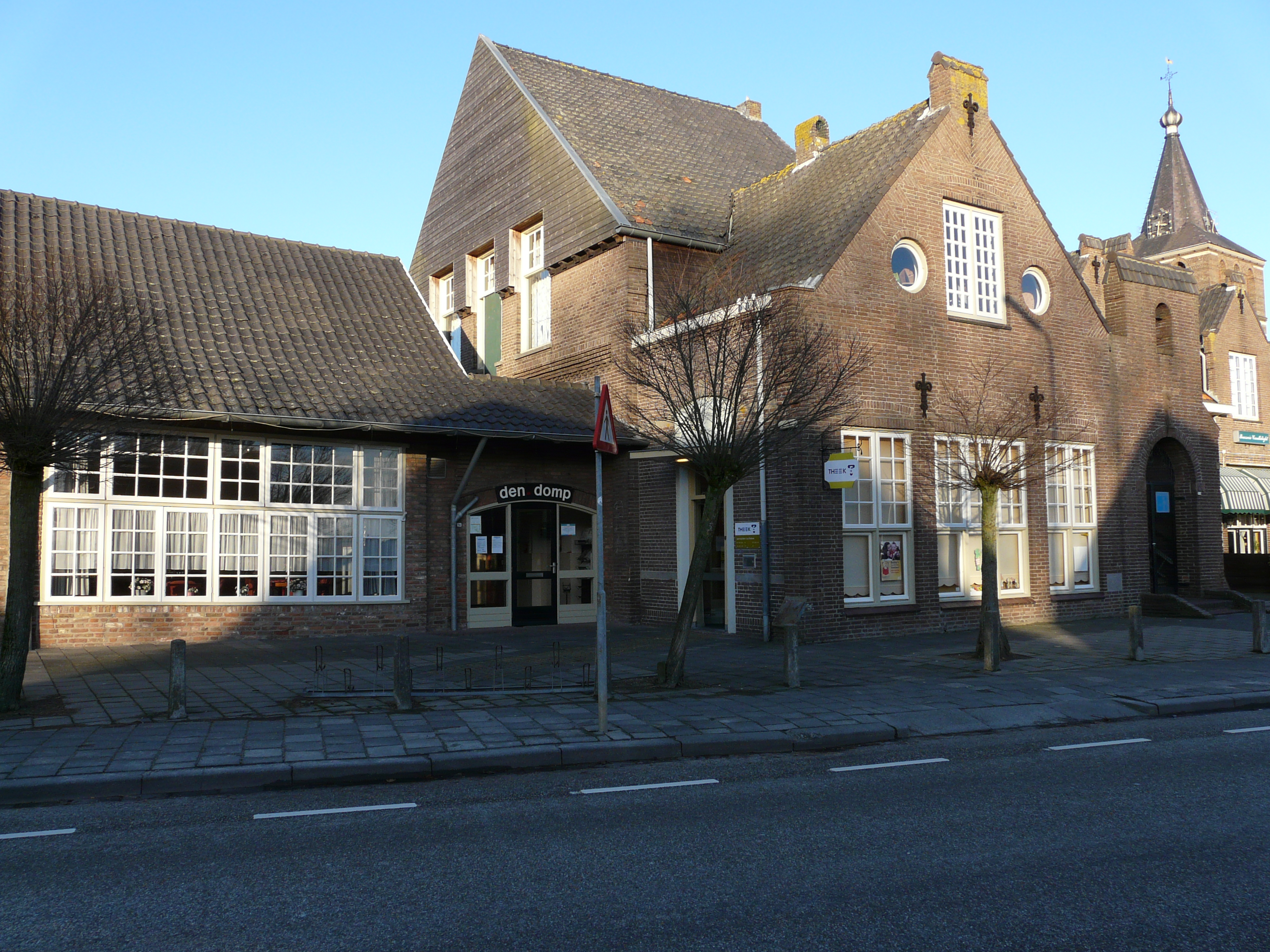

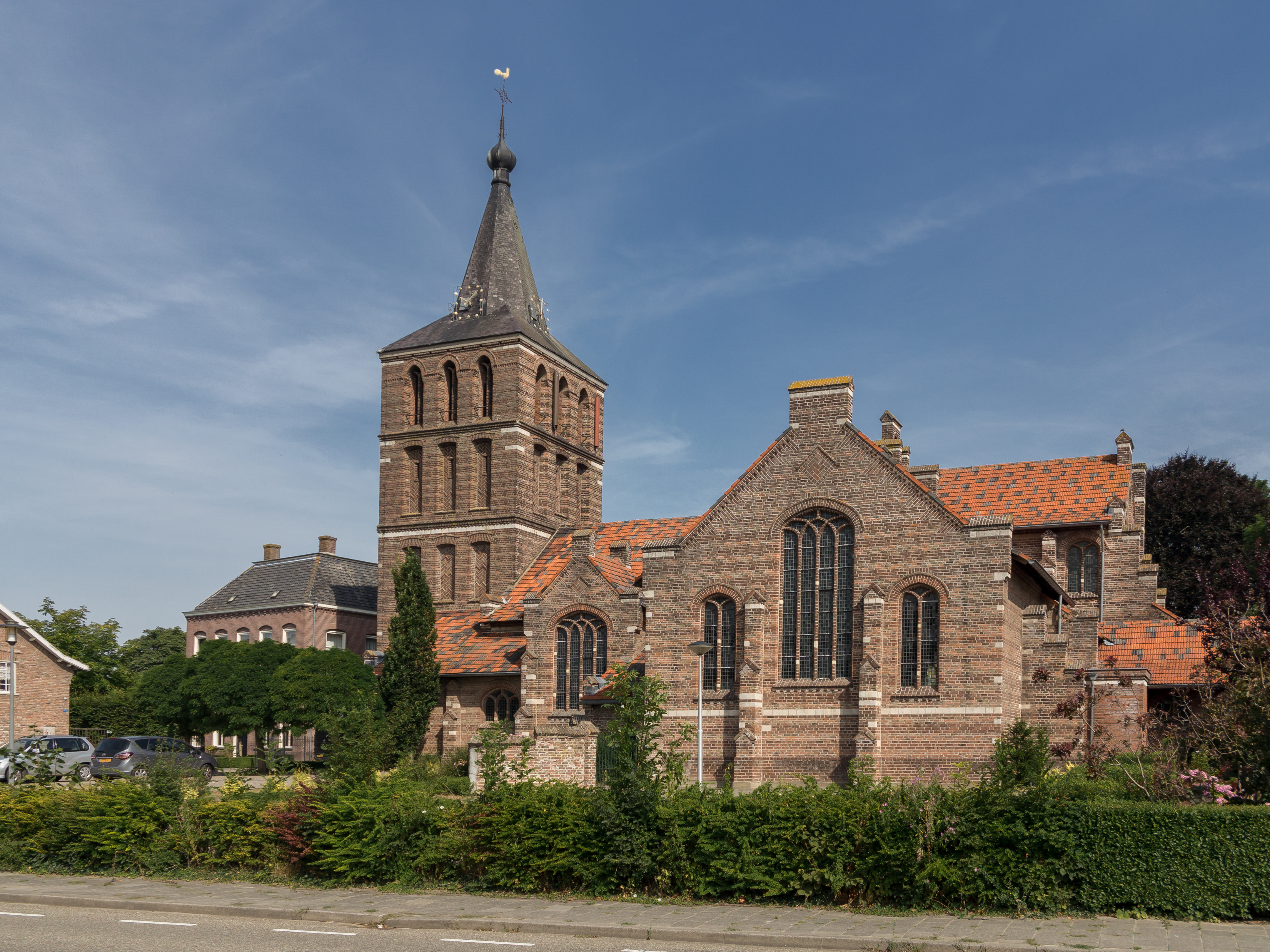
Johannes de Doperkerk

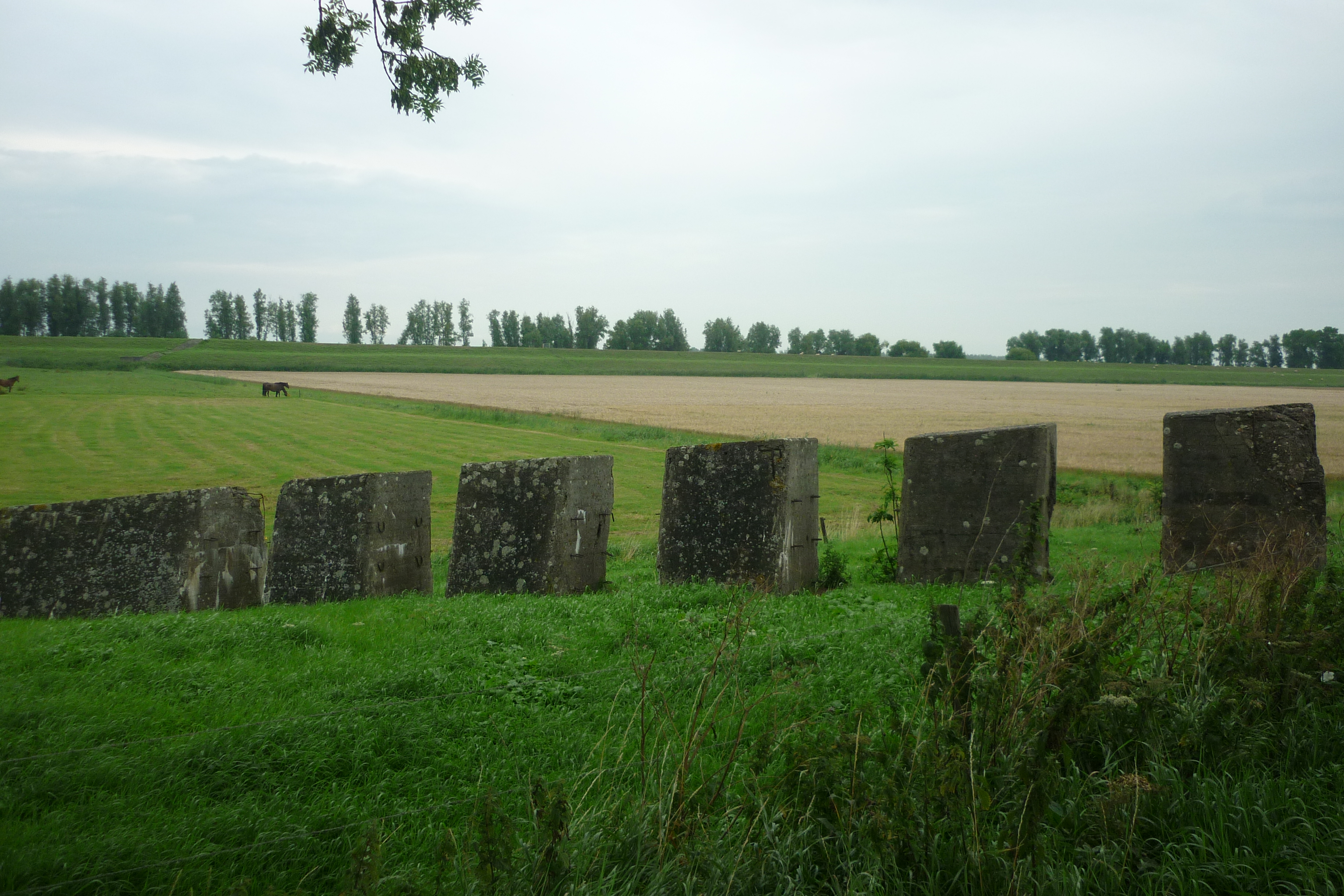
Tankval

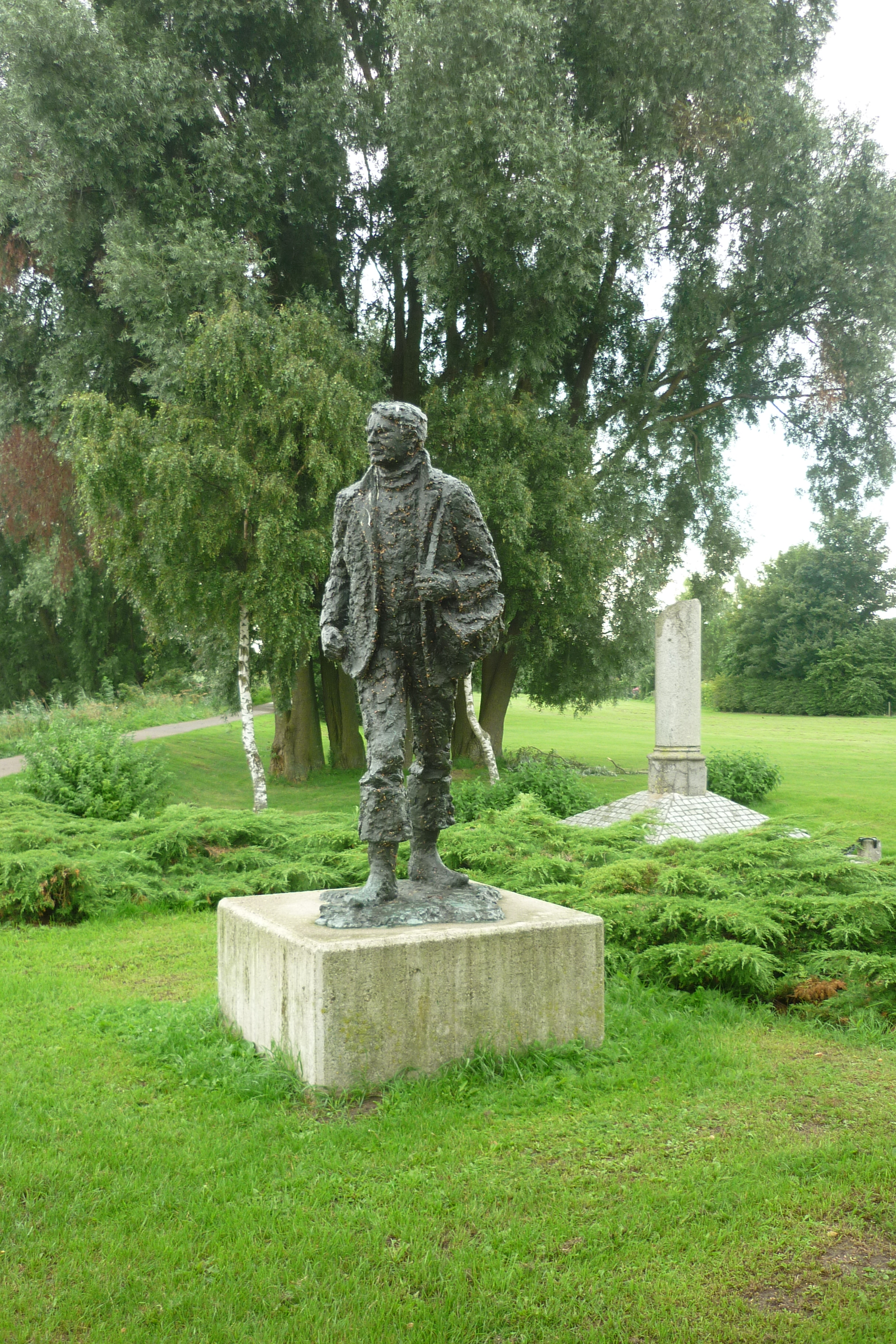
Monument Line-crosser

Lage Zwaluwe is een plaats in de Nederlandse gemeente Drimmelen. Het inwonertal bedraagt 4.370 (telling 1 januari 2023). Lage Zwaluwe ligt tussen Zevenbergschen Hoek en Hooge Zwaluwe. Dichtstbijzijnde grote steden zijn Dordrecht en Breda.

## Toponymie
De oorsprong van de naam Zwaluwe is niet bekend. Mogelijk betrof het een riviertje, dat bij de Sint-Elisabethsvloed van 1421 is verdwenen.

## Geschiedenis
Reeds in 1290 werd de naam voor het eerst genoemd als die Swaluw, in een oorkonde van Graaf Floris V van Holland. De heerlijkheid van de Zwaluwe werd door de Graaf van Holland in leen gegeven aan de familie Van Duivenvoorde. De bekendste persoon uit deze familie was Willem van Duivenvoorde, die Zwaluwe door koop had verworven. Hij stierf in 1353 en het bezit van Zwaluwe ging over op Jan II van Polanen, Heer van Breda. Bij diens dood in 1378 ging het bezit van Zwaluwe over op Jan III van Polanen en vervolgens op diens dochter, Johanna van Polanen, welke in 1403 trouwde met Engelbrecht I van Nassau-Siegen. Aldus werd Zwaluwe Nassaus bezit. Ook nu nog draagt Koning Willem-Alexander door de vele historische banden van de Oranjes met de dorpen de titel: Heer van Hooge en Lage Zwaluwe.
Omstreeks 1350 begonnen ook de Hoekse en Kabeljauwse twisten, die in deze streken voor veel onrust zorgden.
Het dorp heeft in 1421 zeer te lijden gehad van de Sint-Elisabethsvloed. Als gevolg van de overstromingen werd echter tevens de riviervisserij een bron van bestaan. Na 1800 werd in de Biesbosch ook veel griendhout aangeplant, wat een nieuwe bestaansbron opleverde. Later werden ook stukken Biesbosch ingepolderd. De oogst werd per schip naar het vasteland gevoerd. In de loop van de 20e eeuw werd de griendteelt geleidelijk van minder belang. Ook de visserij verdween goeddeels, door watervervuiling en overbevissing.
Na de Franse tijd werd Hooge en Lage Zwaluwe een gemeente, die in 1997 werd opgeheven en met Terheijden en Made en Drimmelen samengevoegd werd tot de nieuwe gemeente Made, die later Drimmelen ging heten, maar niettemin als hoofdplaats Made heeft.
Tweede Wereldoorlog
Tijdens de Tweede Wereldoorlog waren veel mensen in de Biesbosch ondergedoken. Ze werden bevoorraad met schepen die de Amer moesten over varen. Toen, einde 1944, het gebied ten zuiden van de grote rivieren bevrijd was, was Werkendam dat nog niet. Zogeheten runners of line-crossers brachten berichten en voedsel over van bezet naar bevrijd gebied en omgekeerd. Dit was gevaarlijk. Er waren 21 crossers, ze maakten 374 overtochten. Twee van hen hebben de oorlog niet overleefd.
Watersnood
De Watersnood van 1953 richtte veel schade aan in Lage Zwaluwe. Naar aanleiding hiervan werd het Deltaplan uitgevoerd en daarmee ging het unieke karakter van de Biesbosch als zoetwatergetijdendelta verloren. De Biesbosch bleef echter aantrekkelijk. Vanaf 1960 kwamen er rondvaartboten, aanvankelijk omgebouwde platte schuiten, die in het oogstseizoen weer werden omgebouwd naar vrachtschuit om de oogst binnen te halen. Later kwamen er luxueuze rondvaartboten. Ook kwam er een jachthaven met bijbehorende toeristische voorzieningen.

## Bezienswaardigheden
- De Schuddebeursche Watermolen is het restant van een voormalige poldermolen uit 1794. Tijdens de Tweede Wereldoorlog is er veel gevochten rond het gebied bij de molen en hierbij is de molen zijn wieken verloren.
- Monument voor de line-crossers, gemaakt door Niek van Leest en onthuld in 1977 door Prins Bernhard, in aanwezigheid van oud Line Crossers. Niet ver van dit monument staat een zuil, oorspronkelijk geplaatst nabij de haven (1948) en in 1977 verplaatst naar de huidige locatie bij de Amer. Deze zuil is afkomstig van de kloosterkapel van de Zusters van het Allerheiligste Hart van Jezus te Moerdijk die tijdens de Tweede Wereldoorlog werd verwoest.
- Op de Nederlands-hervormde begraafplaats is een Nederlands oorlogsgraf; een van de graven is van Adriaan Aertsen, die na de oorlog is omgekomen door een landmijn net buiten kamp Vught. Op het rooms-katholieke kerkhof ligt Bernard Welten, een lid van de mijnopruimingsdienst, die na de oorlog bij een ontploffing is omgekomen.
- Buiten het dorp zijn twee plaatsen waar tankvallen uit het begin van de Tweede Wereldoorlog te zien zijn; het zijn rijksmonumenten.
- De Protestantse Kerk[3] aan de Kerkstraat 49 is een eenvoudig zaalkerkje uit 1816. Architect was C. van Seters. In 1867 kwam er een uitbouw. In 1951 werd een dakruiter geplaatst. Het orgel stamt uit 1969 en werd gebouwd door de firma J.L. van den Heuvel uit Dordrecht. Er werd daarbij gebruikgemaakt van delen van zijn voorganger, uit 1913. De lezenaar is in empirestijl.
- De Johannes de Doperkerk,[4] gelegen aan Plantsoen 4, stamt uit 1951 en is een pseudobasilicale bakstenen kruiskerk in traditionalistische stijl, ontworpen door Hendrik Willem Valk. De kerk vervangt een in 1944 door oorlogshandelingen verwoeste voorganger.

De huidige kerk bezit drie 17e-eeuwse Vlaamse schilderijen en een 18e-eeuws tabernakel.
- De pastorie aan Plantsoen 2 is een herenhuis uit 1787 met twee tuitgevels als zijgevel. Haaks hierop bevindt zich de voormalige schuurkerk, die tegelijk met de pastorie werd gebouwd.
- Diverse boerderijen bezitten een dwars voorhuis tussen bakstenen topgevels. Voorbeelden zijn Gaete 19, Kerkstraat 5, Nieuwlandsedijk 17, 43, en 53.
- Een voormalige griendschuur bevindt zich aan Industriestraat 4.
- De watertoren, naar een ontwerp van Hendrik Sangster, stamt uit 1925.

### Monumenten
- Lijst van rijksmonumenten in Lage Zwaluwe
- Lijst van gemeentelijke monumenten in Lage Zwaluwe

Een deel van Lage Zwaluwe is een beschermd dorpsgezicht.

## Natuur en landschap
Lage Zwaluwe was oorspronkelijk een straatdorp. De straat komt uit bij het haventje dat aan de Amer is gelegen, waar deze zich voegt bij de Nieuwe Merwede en uitkomt in het Hollandsch Diep. Aan de overzijde van de Amer bevindt zich de Brabantse Biesbosch en verderop, aan de overzijde van de Nieuwe Merwede, ook de Hollandse Biesbosch.
De omgeving van Lage Zwaluwe bestaat uit laaggelegen polderland in het overgangsgebied van rivierklei en zeeklei. Ten oosten van Lage Zwaluwe vindt men enkele natuurgebieden, zoals de Domeinenput, een voormalige zandwinput die omringd wordt door broekbos, waarin gezwommen en waarbij gepicknickt kan worden. Verder naar het oosten bevindt zich een krekenstelsel, bestaande uit Zwaluwse Haven, Vloedspui en Gat van den Ham. De Zwaluwse Haven loopt door tot aan Hooge Zwaluwe. Aan de Amer bevindt zich het natuurgebied De Worp.

## Evenementen
- Tijdens Carnaval staat Lage Zwaluwe bekend als het Biesboschrakkersrijk. Elk jaar wordt op carnavalszaterdag een optocht georganiseerd die start op de Zwingel en eindigt op het Plantsoen. In de avond wordt er een carnavalsfeest georganiseerd bij feestzaal Den Domp.
- De Belhamel, een speelparadijs voor jong en oud.
- De Zwaluwse Havenfeesten, evenement rondom de haven van Lage Zwaluwe met op zondag een grote Jaarmarkt.
- Nieuwjaarsduik bij de brandput aan de Lange Reeweg, georganiseerd door café de Polderpub.
- Zwaluws zomerfestijn met verschillende kraampjes, rommelmarkt en een kermis, georganiseerd door muziekvereniging Alliance en sportvereniging Hirundo.

## Media
- Omroep Drimmelen (radio- en televisiezender, kabelkrant en internet)
- Weekblad 't Carillon

## Economie
Lage Zwaluwe beschikt over bedrijventerrein De Zwingel. Iedere donderdagochtend wordt er een markt gehouden.

## Onderwijs
- i.b.s. De Grienden

## Sportverenigingen
- Balletvereniging 't Zwaluwnest
- Sportvereniging Hirundo
- Voetbalvereniging VV Zwaluwe
- Zwaluwse Tennisvereniging
- Dartclub DIP Impact
- Arendse Healtclub fitnesscentrum
- Muziekvereniging Alliance

## Voorzieningen
- Bibliotheek Theek5
- Verzorgingshuis De Ganshoek

## Verkeer en vervoer
Lage Zwaluwe is bereikbaar vanaf de A16 via afrit 18 (Zevenbergschen Hoek) of vanaf de A17 via afrit 27 (Moerdijk).

### Spoor
In Lage Zwaluwe werd op 1 juli 1866 station Lage Zwaluwe geopend. In 1875 werd na aanvankelijke weigeringen toestemming verleend voor de aanleg van een spoorlijn naar 's-Hertogenbosch. Na onenigheid over het te volgen tracé werd in 1880 met de aanleg begonnen. De lijn naar Waalwijk was in 1886 klaar en in 1890 volgde de verlenging naar 's-Hertogenbosch. Vanwege de schoennijverheid in de regio kreeg de lijn de bijnaam Halve Zolenlijn. Tot 1893 reden zowel personentreinen als met kolen beladen treinen uit het Ruhrgebied over de spoorlijn. Later werden de goederentreinen omgeleid via Venlo en Breda. Alleen tijdens de Tweede Wereldoorlog kwam het tot een opleving van zwaar verkeer omdat andere lijnen onklaar waren gemaakt. Vanaf het station takt er een spoorlijn af naar het Haven- en industriegebied Moerdijk. Het rangeerterrein dat deel uitmaakte van het station is in onbruik geraakt, meer in het bijzonder na de opening van het rangeerterrein de Kijfhoek in 1980. Het terrein is gaandeweg in gebruik gekomen voor andere doeleinden.
Op de spoorlijn Rotterdam - Breda, wordt bij Lage Zwaluwe geëxperimenteerd met dynamisch railverkeersmanagement.

### Bus
Verzorgd door Arriva.
- Buslijn 172: Breda - Wagenberg kruispunt - Helkant - Hooge Zwaluwe - Lage Zwaluwe
- Buurtbus 218: Langeweg - Zevenbergschen Hoek - Lage Zwaluwe - Moerdijk - Zevenbergen

## Geboren
- Antoon van Schendel (1910-1990), wielrenner
- Albert van Schendel (1912-1990), wielrenner
- Hein Koreman (1921-2012), beeldhouwer
- Piet Smits (1923-2002), politicus
- Piet Zelissen (1941), politicus
- Gianni Romme (1973), langebaanschaatser
- Zoë Deltrap (2005), shorttrackster

## Nabijgelegen kernen
Drimmelen, Moerdijk, Hooge Zwaluwe, Zevenbergschen Hoek, Dordrecht, Wagenberg